# Борид лантана

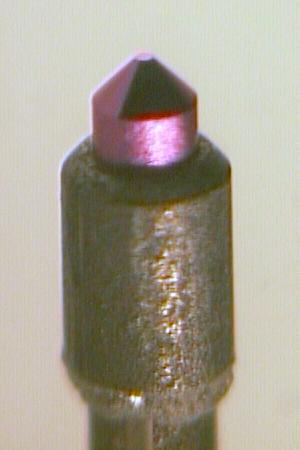
«Горячий катод», состоящий из борида лантана LaB_{6}

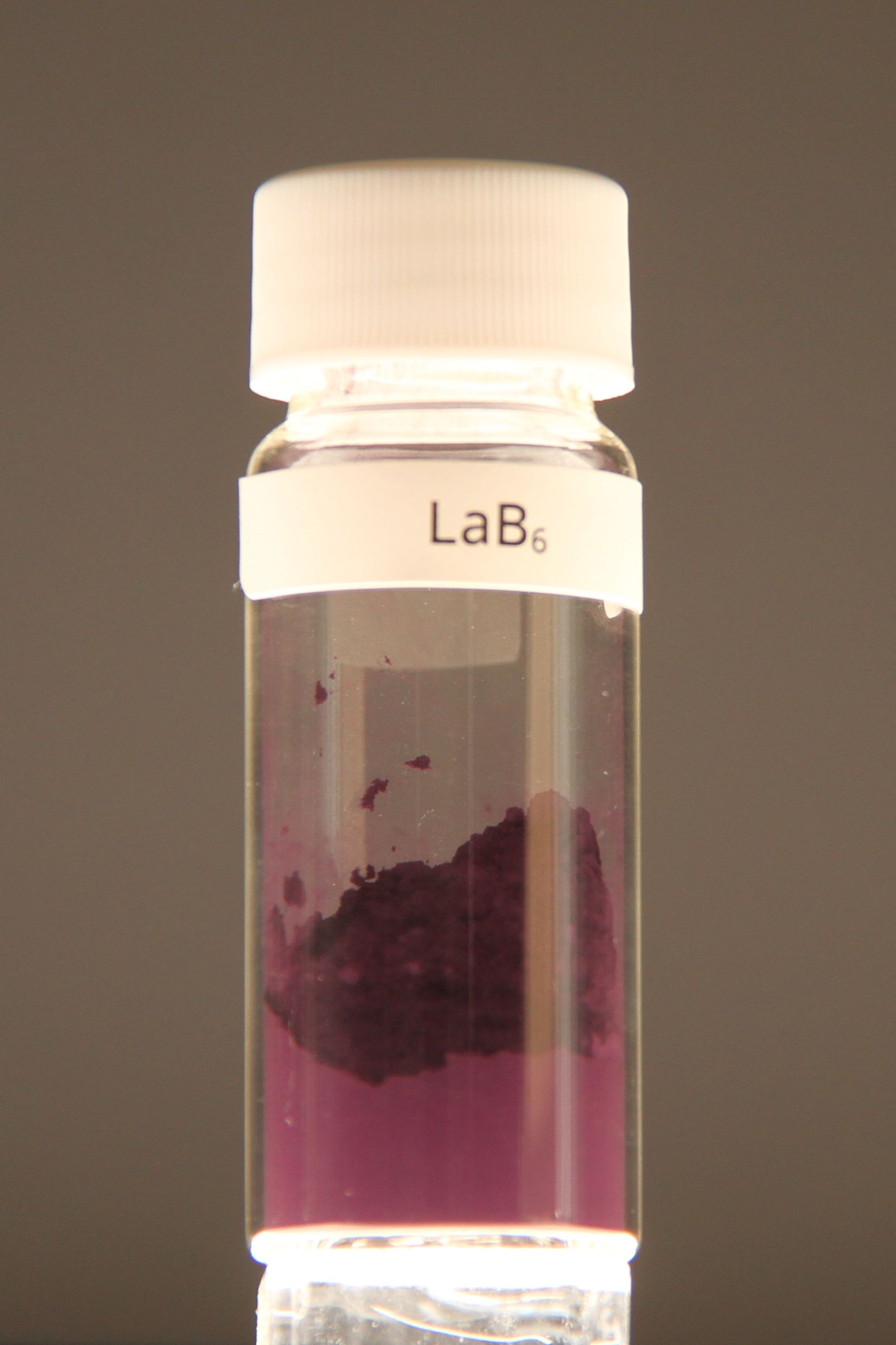
Гексаборид лантана в виде порошка

Борид лантана (гексаборид лантана, LaB6) — неорганическое соединение, в нормальных условиях представляет собой кристаллы порошка пурпурно-фиолетового цвета высокой твёрдости (9.5 по шкале Мооса). Благодаря малой работе выхода широко применяется для термоэмиссионных катодов.

## Физические свойства
- Температура плавления: 2740 °C.
- Теплопроводность: 47,7 Вт/(м·К).
- Коэффициент линейного расширения: 6,4·10−6 К−1.
- Удельное сопротивление: 0,08 мкОм·м.
- Работа выхода электронов: 2,66 эВ.
- Микротвёрдость: 28,0 ГПа.

## Применение
Гексаборид лантана используется в электронно-вакуумных лампах как материал т. н. горячего катода (борид-лантановый термоэлектронный катод), то есть катода с высокой интенсивностью потока электронов. Кристаллы LaB6 применяются в источниках электронного пучка для электронных микроскопов, в электронных пушках, электронно-лучевой сварке, рентгеновских трубках, ускорителях заряженных частиц и электронной литографии.